# Sinosophiopsis
Sinosophiopsis là chi thực vật có hoa trong họ Cải.